# ليزارد (كوميكس)
ليزارد  (بالإنجليزية:Lizard ) شخصية خيالة شريرة تُظهر طبيبًا تحول إلى سحلية. وقد ظهرت الشخصية لأول مرة في عام 1963 في القصص المصورة التي نشرتها شركة مارفيل كومكس بجانب بطل السلسلة الرجل العنكبوت.